# العلاقات الكندية النيكاراغوية
العلاقات الكندية النيكاراغوية هي العلاقات الثنائية التي تجمع بين كندا ونيكاراغوا.

## مقارنة بين البلدين
هذه مقارنة عامة ومرجعية للدولتين:
| وجه المقارنة                                              | كندا                     | نيكاراغوا        |
| --------------------------------------------------------- | ------------------------ | ---------------- |
| المساحة (كم2)                                             | 9.98 مليون               | 130.38 ألف       |
| عدد السكان (نسمة)                                         | 35.70 مليون              | 6.22 مليون       |
| الكثافة السكانية (ن./كم²)                                 | 3.58                     | 47.71            |
| العاصمة                                                   | أوتاوا                   | ماناغوا          |
| اللغة الرسمية                                             | لغة إنجليزية، لغة فرنسية | اللغة الإسبانية  |
| العملة                                                    | دولار كندي               | كوردبا نيكاراغوا |
| الناتج المحلي الإجمالي (بليون دولار)                      | 1.65 تريليون             | 13.81 مليار      |
| الناتج المحلي الإجمالي (تعادل القوة الشرائية) بليون دولار | 1.59 تريليون             | 31.63 مليار      |
| الناتج المحلي الإجمالي الاسمي للفرد دولار أمريكي          | 43.25 ألف                | 2.09 ألف         |
| الناتج المحلي الإجمالي للفرد دولار أمريكي                 | 45.07 ألف                | 4.92 ألف         |
| مؤشر التنمية البشرية                                      | 0.913                    | 0.631            |
| رمز المكالمات الدولي                                      | +1                       | +505             |
| رمز الإنترنت                                              | .ca                      | .ni              |
| المنطقة الزمنية                                           |                          | 00               |

## مدن متوأمة
في ما يلي قائمة باتفاقيات التوأمة بين مدن كندية ونيكاراغوية:
- ترتبط مونتريال مع ماناغوا باتفاقية توأمة منذ 1970.

## منظمات دولية مشتركة
يشترك البلدان في عضوية مجموعة من المنظمات الدولية، منها:
| علم المنظمة | اسم المنظمة                               | تاريخ انضمام كندا | تاريخ انضمام نيكاراغوا |
| ----------- | ----------------------------------------- | ----------------- | ---------------------- |
|             | مؤسسة التنمية الدولية                     | 24 سبتمبر 1960    | 30 ديسمبر 1960         |
|             | منظمة التجارة العالمية                    | ?                 | ?                      |
|             | مؤسسة التمويل الدولية                     | 20 يوليو 1956     | 20 يوليو 1956          |
|             | منظمة حظر الأسلحة الكيميائية              | ?                 | ?                      |
|             | الأمم المتحدة                             | 9 نوفمبر 1945     | 24 أكتوبر 1945         |
|             | الاتحاد الدولي للاتصالات                  | 1 يوليو 1908      | 12 مايو 1926           |
|             | منظمة الشرطة الجنائية الدولية             | ?                 | ?                      |
|             | البنك الدولي للإنشاء والتعمير             | 27 ديسمبر 1945    | 14 مارس 1946           |
|             | الاتحاد البريدي العالمي                   | ?                 | ?                      |
|             | المركز الدولي لتسوية المنازعات الاستشارية | 1 ديسمبر 2013     | 19 أبريل 1995          |
|             | وكالة ضمان الاستثمار متعدد الأطراف        | 12 أبريل 1988     | 12 يونيو 1992          |
|             | يونسكو                                    | 4 نوفمبر 1946     | 22 فبراير 1952         |

## وصلات خارجية
- موقع وزارة الخارجية الكندية
- موقع وزارة الخارجية النيكاراغوية